# Enalapril
Enalapril är ett läkemedel som tillhör gruppen ACE-hämmare. Det används för behandling av högt blodtryck och hjärtsvikt. Läkemedel med enalapril finns under flera namn beroende på tillverkare.
En variant av läkemedlet innehåller förutom enalapril även hydroklortiazid (ett diuretikum, urindrivande medel) som förstärker den blodtryckssänkande effekten.
Enalapril sänker blodtrycket snabbt från det att man tagit medicinen, ofta redan efter en timme. Blodtryckssänkningen håller i sig under ett dygn ungefär. Tar man medicinen mot hjärtsvikt kan det dröja flera veckor innan man märker av att enalapril ger någon förbättring.